# هاوارد استرن
هاوارد استرن (انگلیسی: Howard Stern؛ زاده ۱۲ ژانویهٔ ۱۹۵۴) یک شخصیت رادیویی و تلویزیونی، هنرپیشه، تهیه‌کننده، کمدین، مولف اهل ایالات متحده آمریکا است. وی از سال ۱۹۷۵ میلادی تاکنون مشغول فعالیت بوده‌است.

## گزیده فیلمشناسی
از فیلم‌ها یا برنامه‌های تلویزیونی که وی در آن نقش داشته‌است می‌توان به آثار زیر اشاره کرد.
- داور فصل‌های هفتم تا دهم امریکاز گات تلنت